# جيلوم دا سادي
غويلاوم داه زادي (بالفرنسية: Guillaume Dah Zadi)‏ ، من مواليد 1 يوليو 1978 في أبيدجان في ساحل العاج ، لاعب كرة قدم سابق عاجي.
سبق أن لعب مع أندية تشانغتشون ياتاي والوداد الرياضي.

## وصلات خارجية
- غويلاوم داه زادي على موقع قاعدة بيانات كرة القدم.إي يو (الإنجليزية)
- غويلاوم داه زادي على موقع ناشيونال فوتبول تيمز (الإنجليزية)